# Пинъян
Пинъя́н (кит. упр. 平阳, пиньинь Píngyáng) — уезд городского округа Вэньчжоу провинции Чжэцзян (КНР).

## История
Во времена первых централизованных империй эти места входили в состав округа Куайцзи (会稽郡), власти округа размещались на месте современного Сучжоу. При империи Хань в 110 году до н. э. в его составе был создан уезд Иньсянь (鄞县). В 85 году до н. э. из уезда Иньсянь был выделен уезд Хуэйпу (回浦县). Во времена Восточной Хань уезд Хуэйпу был переименован в Чжанъань (章安县), а потом из него был выделен уезд Юннин (永宁县). 
В эпоху Троецарствия в 239 году из уезда Юннин был выделен уезд Лоян (罗阳县). В 268 году уезд Лоян был переименован в Аньян (安阳县). После объединения китайских земель в империю Цзинь уезд Аньян был в 280 году переименован в Аньго (安固县). В 283 году южная часть уезда Аньго была выделена в уезд Шиян (始阳县), впоследствии переименованный в Хуанъян (横阳县). В эпоху Пяти династий и десяти царств, когда эти земли входили в состав государства Уюэ, уезд был в 914 году переименован в Пинъян. После монгольского завоевания уезд был в 1295 году поднят в статусе, став Пинъянской областью (平阳州), но после свержения власти монголов и основания империи Мин область в 1369 году вновь стала уездом.
После образования КНР в 1949 году был создан Специальный район Вэньчжоу (温州专区), и уезд вошёл в его состав. В 1953 году район гор Фаньшань был выделен в отдельный Минфаньский горнодобывающий район (明矾矿区). В 1956 году Минфаньский горнодобывающий район был вновь присоединён к уезду Пинъян.
В 1973 году Специальный район Вэньчжоу был переименован в Округ Вэньчжоу (温州地区).
В июне 1981 года часть уезда Пинъян, лежащая к югу от реки Аоцзян, была выделена в отдельный уезд Цаннань.
В 1981 году город Вэньчжоу и округ Вэньчжоу были объединены в городской округ Вэньчжоу.

## Административное деление
Уезд делится на 10 посёлков и 1 волость.

## Экономика
Пинъян является крупным центром туризма, кожевенной промышленности, производства аксессуаров и кормов для домашних животных.
По состоянию на 2024 год в Пинъяне работало около 100 предприятий в сфере товаров для животных с общим объемом производства 5 млрд юаней (686,65 млн долларов США). Среди крупнейших компаний — Petpal Pet Nutrition Technology и Wenzhou Yuanfei Pet Toy Products.